# Ocnotelus rubrolunatus
Ocnotelus rubrolunatus là một loài nhện trong họ Salticidae.
Loài này thuộc chi Ocnotelus. Ocnotelus rubrolunatus được Cândido Firmino de Mello-Leitão miêu tả năm 1945.